# 엄사초등학교
엄사초등학교는 대한민국 충청남도 계룡시에 있는 초등학교다.

## 학교 연혁
- 1995년 9월 1일 개교(12학급)
- 2005년 3월 1일 신도초등학교 분리(410명)
- 2007년 8월 16일 인조잔디운동장 준공
- 2007년 10월 17일 학교 (맞춤)평가 수행 우수학교표창(교육감)
- 2007년 10월 23일 방과후학교 시범학교운영보고회(도지정)
- 2008년 6월 26일 영어체험센터 개관
- 2010년 12월 7일 과학교육 우수학교 표창(교육감)
- 2011년 6월 7일 특색있는 학교 교육과정 운영 우수학교 표창(교육감)
- 2012년 3월 1일 교원 연수영역 연구학교(도지정)
- 2013년 10월 25일 독서 골든벨 최우수학교 표창(도교육감)
- 2013년 11월 24일 100대 교육과정 우수학교 표창(도교육감)
- 2013년 12월 27일 준법준수 우수학교 선정(법무부)
- 2014년 2월 14일 제19회 졸업장 수여식(총 4,422명)
- 2014년 3월 1일 학급편성 34학급(특1)

## 참고 자료
- 엄사초등학교 - 한국교육학술정보원 학교알리미